# 博麗霊夢
- 博麗霊夢
- 博麗靈夢

博麗 霊夢（博麗 靈夢、はくれい れいむ）は、同人サークルの上海アリス幻樂団が制作した作品群『東方Project』に登場する架空の人物。博麗の巫女という、幻想郷のバランサーとして妖怪退治を行う。ゲーム作品では主人公として、漫画や小説では脇役として登場する。幻想郷の異変解決のために霊夢が神社を出発し、調査を進める形でゲームが進行する。

## 作中の設定
幻想郷の東端で、幻想郷と外の世界の境目に位置する「博麗神社」に住まう素敵な楽園の巫女。博麗神社は幻想郷とその「外の世界」を分かつ「博麗大結界」を見張るために設置されており、博麗の巫女は結界を脅かす異変を解決する役割を持つ。結界は、幻想郷にて人間と妖怪が互いを恐れる中で生み出されるバランスによって保たれる。このバランスを崩す要因を人間・妖怪いずれも排除するが、妖怪の方が容赦なく退治されている。

### 立ち絵・容姿
黒髪にリボンを付け、紅白衣装をまとう。

### 性格
人間・妖怪分け隔てなく扱う人物。力のある妖怪からは好かれ、そうでない妖怪からは恐れられている。そのため、神社には妖怪が居付いてしまい、里の人間が訪れにくくなっている。神社の管理は手を抜いている。製作者のZUNも考えていることが分かり辛いと述べているが、『東方深秘録 〜 Urban Legend in Limbo.』では本音を垣間見ることができる。また、二次元創作では、修行をサボったり人間臭さ めんどくさがり屋などと描かれていることが多い。

### 特殊能力
色々な不思議な力を持つが、特に上記の「空を飛ぶ程度の能力」や｢霊気を操る程度の能力｣や「博麗の巫女としての能力」を使う。一部の技ではあらゆるものから宙に浮き、透明人間のような状態（無敵）になることも可能で、もし遊び（時間制限付きのスペルカードルール）でなければ誰も勝つことができないとされる(夢想天生)。
結界に関連した力も持っていて、一部のスペルカードで結界を使っているほかに、任意に博麗大結界を緩めたりすることもできる。
『儚月抄』では「神降ろし」という能力を修行し始めた。これは、神の性質などを示す神霊を身体に宿すことで、神の力を使うことができるというものである。その他、神降ろしではないが神に関するものとして、『香霖堂』単行本第23話での神の力を用いた疫病封じや、『三月精 第2部』第15話-16話での神を鎮める儀式なども行なっている。
骨に宿る魂を見ることができるが、霊夢本人に言わせるとこれは巫女だからとのこと。

#### 代表的なスペルカード
- 境界「二重弾幕結界」[10]
- 神技「八方鬼縛陣」[11]
- 霊符「夢想封印」[12]
- 神霊「夢想封印　瞬」[13]
- 無題「空飛ぶ不思議な巫女」[10]
- 宝具「陰陽鬼神玉」[11]
- 夢符「二重結界」[14]
- 夢符「封魔陣」[15]
- 「夢想天生」[16]

### その他
スペルカードルールは、妖怪からの相談を受けて博麗霊夢が制定したものである。
「予知夢」という意味を持つ霊夢という名前のとおり勘が非常に鋭く、サイコロの目を確実に当てることができる。
霊夢いわく「私が賽の目を予想したということをサイコロが覚えている」からという。
東方鈴奈庵で霊夢は、どんな封印も解いてしまうインチキ技を持っている。

## 博麗神社と博麗の巫女
霊夢は博麗神社の巫女である。博麗神社の巫女は代々、博麗大結界を管理し、妖怪を退治し、異変が起きればそれを解決している。幻想郷の維持のためには、博麗神社と博麗の巫女が不可欠であるとされる。
『妖々夢』のマニュアルには、「幻想郷風土記」の追記として「博麗神社 第13代巫女」が記したとされる文章がある。『求聞史紀』では、「幻想郷縁起」の参考文献として博麗神社社務所編「幻想郷風土記」が挙げられている。『封魔録』では靈夢に関して「博麗の血を引くもの」という文章があるが、『儚月抄 漫画版』第20話では月へ行ったまま帰ってこない霊夢に関して射命丸文が「そろそろ新しい巫女を捜さなきゃいけない」と言っており、博麗の血縁の設定が曖昧になっている。
霊夢自身も、博麗神社に何を祀っているのかよくわかっていない。

## 陰陽玉

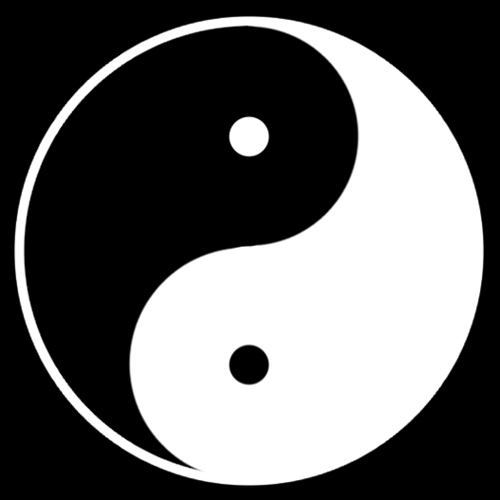
陰陽勾玉巴

ゲームにおける博麗霊夢の装備のひとつ。陰陽太極図模様の球体。作品によっては、複数個現れたり、1つしかないような扱われ方をされることもある。
PC-98版ゲーム作品は、博麗神社最大の秘宝。霊力が籠った不思議な鉱石で出来た玉とされている。一見するとただの玉でありとても武器とは思えないが、博麗の血筋が使うと底知れない霊力を発する。正体不明の玉だが強大な霊力があるため、何かの霊魂が宿っているか生命体であるらしい。霊体や魔性の物は、陰陽玉のような霊力のある武器でのみ倒すことができる。魅魔によれば、博麗の血統である霊夢しか扱えない。使用者の力に影響され、それを吸収していく。満ち足りればその究極の力を放出し、元に戻り再び吸収を始める。
『靈異伝』のグッドエンディングでは、魔界ルートでは妖精に、地獄ルートでは山歩き（竹本泉作品の登場人物）に変化する。バッドエンディングでは大爆発を起こしたり地球を消滅させた後、背景に靈夢と「うそ」という赤文字が現れる。『封魔録』のグッドエンディングでは、玄爺により、博麗の力とは陰陽玉の「真の力」を引き出すためのものであると説明される。「真の力」は、高機動タイプでは匂いを選べる芳香剤、防御タイプでは甘味を食べても太らなくなる力、攻撃タイプでは餌やトイレなどの世話が不要な猫となる。
『紅魔郷』以降の作品でも引き続き霊夢の装備として登場する。『地霊殿』で地下に潜る際、八雲紫により地上と遠隔通信できる機能が付けられた。この通信機能は『地霊殿』後も継続していたが、『三月精 第3部』第10話で紫から指摘されるまで霊夢は気付いていなかった。『三月精 第3部』第17話では、陰陽玉が博麗神社の神体であることが示唆されている。

## 関連する人物
先代の博麗の巫女
2003年12月に開催された同人イベント・「コミックマーケット65」の上海アリス幻樂団での配布されたチラシ「上海アリス通信 ver 2.7」で、森近霖之助の回想として名前のみ登場。
博麗霊夢の先代にあたる博麗神社の巫女。霊夢があまりまともに仕事をしないため巫女と呼ばれることが少ないのに対して、先代は名前ではなく「博麗の巫女」や「巫女」という呼び方のみをされていて、霖之助も彼女の名前を忘れてしまっている。安定を生むことで他から腕を認められた代わりに、個性がその裏に隠れた、というのが霖之助の考えである。
玄爺
『封魔録』から『怪綺談』まで登場する空飛ぶ亀。空を飛ぶことができない靈夢が、乗り物として使役していた。
霧雨魔理沙
東方Projectのもうひとりの主人公。魔法使い。霖之助が見た限りでは、霊夢と魔理沙は仲が良い。
ゲーム本編である妖怪退治は別行動が基本。別行動の結果、お互いを「仕事の障害」として衝突したこともある。一方書籍作品では、東方鈴奈庵で魔理沙と一緒に妖怪退治を行ったことや、東方茨歌仙で妖怪が出るからその危険を魔理沙と一緒に促すことをしている。語尾に「〜だぜ」や、「〜か？」をつけることが多い。
八雲紫
幻想郷の妖怪の賢者。幻想郷を創設した賢者の1人。『永夜抄』では霊夢のパートナーを務める。
綿月依姫
『儚月抄』に登場する月の指導者の1人。霊夢と同様に神降ろしを行なうことができ、作中では霊夢が降ろしたものより上位の神を自身に降ろした。

## テーマ曲
- 東方妖恋談 - 『夢時空』対戦時。
- 少女綺想曲 〜 Capriccio - 『東方幻想郷』4面ボス時。
- 二色蓮花蝶 〜 Ancients - 『秋霜玉』エキストラステージボス時。
- 少女綺想曲 〜 Dream Battle - 『永夜抄』4面ボス時[23]。
- 春色小径 〜 Colorful Path - 『花映塚』対戦時。
- 世界は可愛く出来ている - 『獣王園』対戦時。

## 評価

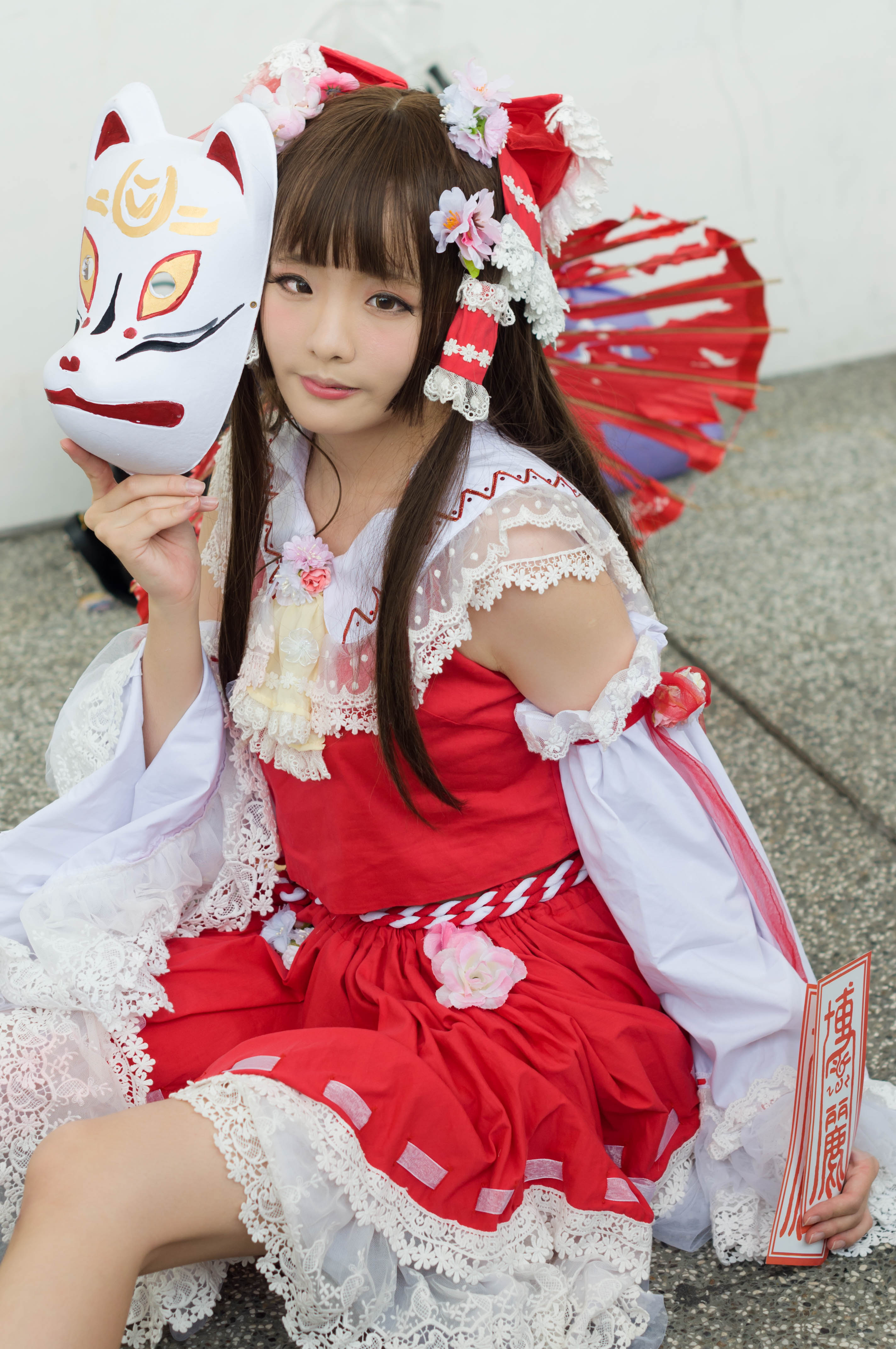
台湾のイベントPetit Fancy26でのコスプレ

霊夢はコミケPlus編集部がコミックマーケット89の会場などで実施した人気キャラクターランキングにて、24票で2位を獲得した。コミックマーケット100に際して行われた、好きなキャラクター3名に投票可能な人気投票では、首位を獲得した。イードの運営するサイト『アニメ！アニメ！』での読者アンケートにて、霊夢は巫女・神主を担当するキャラクターで2年連続で首位を達成した。

## 作品群以外での登場
霊夢は作品群の主人公のため、タイアップやコラボレーションの数が膨大になる。そこで、本項では単独記事が存在しないキャラクターとの参加、もしくは霊夢単独の参加に限定して取り上げる。単独記事があるキャラクターとの参加に関しては、各キャラクターの記事を参照。
ゲーム『ラクガキ王国』シリーズ（タイトー）は、ZUNが開発に関わっており、ゲーム中に「ハクレイのミコ」という隠しキャラが登場する。デザインは上海アリス幻樂団設立前の、いわゆる旧作モチーフとなっている。作品中のテロップには「製作者：ZUN」と表記されている。霊夢のスペルカードである「夢想封印 (むそうふういん) 」はこの作品が初出である。なお同ゲームの説明書には開発段階のスクリーンショットが用いられており、記載されている名前は「さよちゃん」である。